# 鎌倉文庫
鎌倉文庫（かまくらぶんこ）は、鎌倉文士達による第二次世界大戦末期の日本の貸本屋、及び戦後に設立した文芸出版社。文芸雑誌『人間』や女性雑誌『婦人文庫』、一般社会人向け雑誌『社会』、ヨーロッパ文学紹介誌『ヨーロッパ』、大衆文藝誌『文藝往来』などを発行した。

## 戦中、貸本屋
戦争が深まりによる出版事情の悪化で文学者も生活難に陥り、その解消と共に戦争で荒廃した人心を明るくする目的で、1945年（昭和20年）5月1日、神奈川県鎌倉市在住の文学者たちが自らの蔵書数千冊を集めて、鎌倉八幡宮の鳥居近くで貸本屋を開いた。発案者に久米正雄や川端康成、協力者に小林秀雄、高見順、久米正雄、里見弴、中山義秀たちがおり、読書券は横山隆一の図案、小島政二郎、大佛次郎、永井龍男、林房雄らが蔵書を出した。世話役の川端、久米、中山、高見や夫人たちが交代で店に出て、活字に飢えていた世相を背景に多くの読者が集まり、空襲の日以外は連日開店となって経営は成功を収めた。

## 戦後、出版事業
終戦後、鎌倉に別宅を持っていた大同製紙社長橋本作雄の申し入れを受けて、1945年9月に出版社として発足し、丸ビル6階に事務所を構えた。資本金19万5000円、会長に大同の橋本、社長に久米正雄、重役陣に川端、大佛、中山、高見ら、株主に吉屋信子などがいた。久米の意中には、盟友菊池寛の文藝春秋社設立による成功に対抗する意識があったといわれている。
1945年（昭和20年）12月、川端と久米が文藝誌『人間』を創刊。編集長に改造社時代の『文藝』の編集長だった木村徳三が就任。売れ行きは好調で、「文士の出版商法」として注目を集めた。1946年6月、川端の後押しにより、当時無名だった三島由紀夫の短篇「煙草」を掲載し、反響を呼ぶ。また『現代文学選』『大衆文学選』を刊行。
貸本業も継続し、10月から東京日本橋の白木屋に店舗を開き、出版社の事務所も白木屋に移す。1946年1月17日、「株式会社鎌倉文庫」となる。
1946年（昭和21年）10月、一般社会人向け雑誌『社会』およびヨーロッパ文学紹介誌『ヨーロッパ』を創刊。
1947年（昭和22年）4月下旬、東京日本橋の茅場町に木造二階建ての独立社屋を建設し、ここに移転。大同製紙が同社の持ち紙の払底を機として資本金を引き揚げたため、川端と高見が同社を非難する。その半年後、紙の統制が始まったため、大きな打撃を受ける。
1948年（昭和23年）6月、大学卒業間もない遠藤周作が嘱託として入社。20世紀外国文学辞典の編纂を手伝う。
1949年（昭和24年）、紙事情の好転に伴い、久米の発案で大衆文藝誌『文藝往来』を創刊。編集長に出版部長の巖谷大四が就任。しかし同誌が売上を伸ばす前に、同業他社の増加や大手老舗出版社の復興に押されて経営状況が悪化。大同製紙出身の岡澤専務が社長に就任、久米は会長に、川端は副社長になったが、『社会』『婦人文庫』の不振を理由にした人員整理案に反対してのストライキ騒動など、岡澤の独断専行や組合問題の紛糾などが重なって1950年（昭和25年）に倒産。
唯一売上が好調だった『人間』誌は、教科書出版会社の目黒書店に250万円で売却されたほか、
倒産した鎌倉文庫の在庫はゾッキ本として市中に流通した。

## 婦人文庫
1945年（昭和20年）12月に鎌倉文庫と吉屋信子、真杉静枝、中里恒子、村岡花子らが相談し、女性雑誌『婦人文庫』を出すことを決め、1946年（昭和21年）5月に創刊。創刊当時の編輯長は吉屋信子で、編集長実務は北條誠、元『改造』編集次長で横浜事件で逮捕されて45年8月に出所した若槻繁が川端に請われて編集次長を務めた。創刊号は132ページ、4円50銭、表紙は岡鹿之助、巻頭で横光利一「春の日」、川端、田中耕太郎、中野好夫、加藤静枝の座談会「新しき女性の再建に寄せて」、菊池寛「相愛記」などを掲載。「相愛記」では空襲を描写した部分の一部がGHQの検閲で削除された。次の6月号でも、川端、芹沢光治良、今日出海、河盛好蔵の座談会「結婚と道徳について」で、進駐軍兵士の素行への批判部分が削除された。7月号では川端「生命の樹」の特攻隊員について語った部分、島木健作「扇谷日記抄」でフランス批判とされた部分、平林たい子「印旛郡にて」で外国煙草を吸う描写などが削除された。当初は2〜3万部を発行。
3号から編集人が若槻に、表紙が中原淳一となる。1948年（昭和23年）9・10月合併号では太宰治の死をめぐる特集「愛と死の問題」。この頃が5万部で最盛期だった。1949年（昭和24年）7月号から5ヶ月の空白をおいて最終号を発行して倒産。
鎌倉文庫の肝煎りで1946年（昭和21年）7月には女流文学者会が発足しており、林芙美子、宇野千代、吉屋信子、佐多稲子、真杉静枝などが参加。『婦人文庫』では女流文学者賞を主催し、1947年に第1回を平林たい子に授与した。
若槻は1950年（昭和25年）12月にひまわり社から『婦人文庫』を復刊させるが、2号で終了した。